# Erik Maijström
Bror Erik Leonard Maijström, född 12 november 1878 i Njurunda socken, död 20 februari 1965 i Huddinge församling, var en svensk företagsledare.
Erik Maijström var son till Leonard Maijström och kusin till Birger Maijström. Efter läroverksstudier i Sundsvall och studier i Frankrike, Storbritannien och Tyskland 1897–1899 ägnade han sig åt trävarubranschen, konditionerade 1899–1904 vid flera norrländska bolag och anställdes 1904 i den 1889 i Härnösand grundade trävaru- och cellulosaagenturfirman Jacob Versteegh, där han ingick som delägare 1908. Han bidrog starkt till att firman blev en av de största trävaruagenturfirmorna i Skandinavien. 1934 drog sig Maijström tillbaka från verksamheten och bosatte sig i Trångsund. Han var 1908–1909 tysk konsul och 1908–1934 nederländsk konsul i Härnösand. Han var vidare ledamot i styrelsen för Svenska handelsbankens kontor i Härnösand 1917–1934 och ordförande i Härnösands stads handels- och sjöfartsnämnd 1930–1934. Maijström utgav tillsammans med Torsten Boberg Tretusen man kvar på fjället (1944), som skildrar de Armfeldtska karolinernas återtåg 1719.